# میرکو دی تورا
میرکو دی تورا (به انگلیسی: Mirco Di Tora) (زادهٔ ۱۹ مهٔ ۱۹۸۶) شناگر اهل ایتالیا است.